# Musica dell'Uganda
La musica dell'Uganda comprende numerosi generi di musica tradizionale (corrispondenti alle diverse etnie che convivono nel paese); soprattutto nella seconda metà del XX secolo ha avuto un discreto sviluppo anche la musica pop locale.

## Musica tradizionale
Ogni etnia dell'Uganda ha una propria tradizione musicale; è possibile comunque evidenziare alcuni tratti comuni, come il prevalere di scale pentatoniche.
Il recupero e la conservazione delle tradizioni musicali etniche in Uganda sono stati spesso influenzati dalle vicissitudini politiche. Uno dei principali gruppi di musica tradizionale del paese, i Theatre Limited, fu perseguitato dal regime di Idi Amin, che costrinse i suoi membri alla fuga (molti si trasferirono in Svezia). Il successivo governo di Yoweri Museveni fece un'operazione opposta, patrocinando la formazione di un gruppo simile ai Theatre Limited, chiamato Ndere Troupe.

### Musica delle principali etnie

#### Musica baganda
I Baganda sono il gruppo etnico principale dell'Uganda. La loro musica utilizza un grande numero di strumenti tradizionali: diversi generi di tamburi, cordofoni come l'ennanga (una specie di arpa) e l'entongoli (una lira), lamellofoni, aerofoni e idiofoni. Particolare rilievo ha la tradizione dello xilofono (chiamato madinda), una delle più sviluppate dell'Africa subsahariana. La musica baganda ha in genere lo scopo di accompagnare danze molto movimentati quali la bakisimba, la nankasa e l'amaggunju. Fra i musicisti moderni che suonano musica tradizionale baganda ci sono Albert Ssempeke, Evalisto Muyinda, Nandujja e Elly Wamala.

#### Musica basoga
I Basoga sono un'etnia strettamente correlata ai Baganda, e una simile vicinanza c'è fra le rispettive tradizioni musicali. Lo xilofono basoga corrispondente al madinda dei Baganda, si chiama embaire.

#### Musica acholi
Gli Acholi sono un popolo presente in Uganda, Kenya e Sudan. La loro musica tradizionale è pentatonica, e caratterizzata da cori polifonici, numerosi tipi di percussioni, e uno strumento simile a un'arpa chiamato adungu.

#### Musica langi
La musica folk dei Langi che vivono a nord del lago Kyoga è stata fortemente influenzata dalla storia del XX secolo. Uno strumento molto diffuso è l'okeme (una sorta di karimba), introdotto in Uganda dai portatori congolese agli inizi del Novecente. Oggi sono molto diffuse presso la popolazione anche alcune forme di hip hop.

### Kadongo kamu
Il kadongo kamu è un genere di musica folk di origine recente, sviluppatosi nella regione di Kampala. Il nome del genere significa "una chitarra", e si riferisce al fatto che i brani sono racconti musicali cantati con l'accompagnamento solo di una chitarra o al più una chitarra e un tamburo. I testi hanno in genere lo scopo di informare o istruire gli ascoltatori. Alcuni dei musicisti di kadongo kamu più importanti sono Bernard Kabanda, Hermann Basudde, Livinstone Kasozi, Fred Ssebatta e Paulo Kafeero.

## Musica moderna
Fino agli ultimi decenni del XX secolo, la musica pop ascoltata in Uganda era quasi tutta straniera; particolarmente influenti erano la musica statunitense, europea, congolese e keniota.
Il primo artista ugandese a emergere sulla scena musicale nazionale fu Jimmy Katumba, che negli anni ottanta dominò il mercato ugandese col suo gruppo The Ebonies. Verso la fine del decennio ebbe un grande successo l'album Born in Africa, realizzato da molti degli artisti fuggiti all'estero a causa delle persecuzioni subite dal regime di Idi Amin. Fra i musicisti che contribuirono a questo progetto (prodotto da Philly Lutaaya) ci sono il bassista Sammy Kasule e il percussionista Gerald Nnaddibanga.
Negli anni novanta, il successo di Born in Africa fu replicato da un album dei Big Five, un supergruppo di artisti ugandesi fuggiti in Svezia. Nello stesso periodo un altro espatriato, Geoffrey Oreyama, incise numerosi album di successo per l'etichetta Real World Records di Peter Gabriel.
Fra gli artisti emergenti della scena ugandese contemporanea si possono menzionare Kaz Kasozi, Samite e Essence Kasozi. Mr. Nice e Josè Chameleone sono noti per aver creato un genere detto takeu, che unisce elementi di musica del Kenya, della Tanzania e dell'Uganda (il nome del genere è costituito dalle prime lettere di nomi di questi tre paesi). Altri artisti recenti includono gli Afrigo Band, Ragga Dee, Rachael Magoola, Juliana Kanyomozi, Bebe Cool, che ha avuto diversi riconoscimenti internazionali, e Bobi Wine.